# قرار مجلس الأمن التابع للأمم المتحدة رقم 1380
قرار مجلس الأمن التابع للأمم المتحدة رقم 1380، الذي تم تبنيه بالإجماع في 27 نوفمبر 2001، بعد إعادة التأكيد على جميع القرارات السابقة بشأن الصحراء الغربية، بما في ذلك القرار 1359 (2001)، مدد المجلس ولاية بعثة الأمم المتحدة للاستفتاء في الصحراء الغربية حتى 28 شباط / فبراير 2002.
تم تمديد تفويض البعثة لإتاحة وقت إضافي للمشاورات حول تسوية القضية من قبل جيمس بيكر مع المغرب وجبهة البوليساريو. وطُلب من الأمين العام كوفي عنان إبلاغ المجلس بالتطورات الهامة بحلول 15 كانون الثاني / يناير 2002 وتقديم تقييم للوضع بحلول 18 شباط / فبراير 2002.

## روابط خارجية
- نص القرار في undocs.org